# Stelarc
Stelarc, pseudonimo di Stelios Arkadiou (Limisso, 19 giugno 1946), è un performance artist e docente cipriota naturalizzato australiano.

## Biografia
Conosciuto per le sue esibizioni di body art e di performance art, in cui unisce al suo corpo componenti elettronici o robotizzati, basandosi sul principio che il corpo umano è obsoleto. Nel 1997 è stato nominato professore onorario alla Università Carnegie Mellon. Fino al 2007 ha ricoperto la carica di Principal Research Fellow presso la Performance Arts Digital Research Unit alla Nottingham Trent University.
Nel 2007 Stelarc si fece impiantare sul braccio sinistro un orecchio creato in laboratorio dalle proprie cellule. Al momento del trapianto si fece impiantare anche un microfono collegato via bluetooth per consentire alla gente di ascoltare quanto percepito da questo orecchio. Attualmente professore alla Scuola d'arte alla Brunel University, nel 2010 ha vinto il premio Ars Electronica nella categoria "arti ibride".